# Lysandra punctifera
Lysandra punctifera (Gestipt adonisblauwtje) is een vlinder uit de familie van de  Lycaenidae (kleine pages, vuurvlinders en blauwtjes). De wetenschappelijke naam werd in 1876 gepubliceerd door Charles Oberthür.

## Verspreiding
De soort komt voor in Marokko, Noord-Algerije en Noordwest-Tunesië.

## Waardplanten
De jonge rupsen leven op Hippocrepis scabra, in een later stadium van de rups fungeren mieren van de geslachten Crematogaster en Monomorium als gastheer.